# Forsvarets fellestjenester

Wappen der Forsvarets fellestjenester

Forsvarets fellestjenester oder kurz FFT ist ein Stab für Zentrale Dienste der norwegischen Streitkräfte beziehungsweise deren Teilstreitkräfte.

## Unterstehende Einheiten
Es unterstehen dem FFT folgende Einheiten:
- Forsvarets avdeling for regelverk og dokumentasjonsforvaltning (FERD) – Stabseinheit für Vorschriften und das Dokumentationsmanagement, gegründet 1. August 2022
  - Seksjon for regelverk og juridiske tjenester (RE) – Juristische Sektion
  - Seksjon for dokumentasjonsforvaltning og arkiv (DA) – Sektion für das Dokumentenmanagement und das Archiv
- Forsvarets økonomisenter (FØS) – Finanzabteilung der norwegischen Streitkräfte
- Forsvarets sikkerhetsavdeling – Sicherheitsabteilung
- Forsvaret kommunikasjon (FKOM) – Kommunikationsabteilung
  - Avdeling for stratkom og analyse – Abteilung für Strategische Kommunikation und Analysen, dabei werden Bürgerbefragungen, interne Befragungen und Medienanalysen durchgeführt
  - Avdeling for marked og samfunn – Abteilung für Marke und Gesellschaft, die Abteilung ist zuständig, die Streitkräfte als Marke zu zeigen, unter anderem in den Sozialen Netzwerken oder weiteren Onlinekanälen, und die Arbeitgeberattraktivität zu zeigen
  - Avdeling for innhold og produksjon – Abteilung für Inhalt und Produktion, sie ist die Abteilung, welche Bilder und Videos produziert oder auch Podcasts erstellt
- Forsvarets musikk – Militärmusikeinheit, stellt mit fünf Musikkorps die Militärmusik für die verschiedenen Teilstreitkräfte und den Generalstab
- Forsvarets tros- og livssynskorps (FTLK) – Militärseelsorge und Weltanschauung, Einheit für die Militärseelsorge und andere Weltanschauungen und Beratung auch in ethischen Fragen
- Forsvarets kommandantskap – Militärische Kommandantur, Bezeichnung für die historischen Befestigungsanlagen, welche im Besitz der norwegischen Streitkräfte sind
- Akershus kommandantskap – Kommandantur für den Akershus, unter anderem, um bei Festlichkeiten, zeremoniellen oder protokollarischen Ereignissen das Militär in Akershus zu repräsentieren
- Tillitsvalgtordningen – Wehrpflichtprogramm, dieses Programm stellt sicher, dass es den Wehrpflichtigen in den Streitkräften gut geht und dass diese bei der militärischen aber auch der politischen Führung zu Wort kommen
- Forsvarets forum – Verteidigungsforum, eine militärische Zeitschrift der norwegischen Streitkräfte

## Komanndeure
- Brigadier Arne Opperud, bis März 2024[3][4]
- Brigadier Gyda Ellefsplass Olssen, seit 2024[5][6][4]

## Sersjantmajor
Der Sersjantmajor der FFT ist der oberste Unteroffizier der Einheit
- Rune Wiik[7][8]

## Lohn
Zum 1. Januar 2023 betrug der Jahreslohn von Arne Opperud 1.277.600 Kronen und von Rune Wiik 714.000 Kronen.